# Khalifa Ghedbane
Khalifa Ghedbane, né le 26 novembre 1996, est un joueur algérien de handball. Il évolue au sein du club allemand du HC Erlangen et en équipe nationale d'Algérie,.

## Palmarès

### En clubs
GS Pétroliers 
- Champion d'Algérie en 2016 et 2017
- Vainqueur de la Coupe d'Algérie en 2017
- Vainqueur de la Supercoupe d'Algérie en 2016

Vardar Skopje 
- Vainqueur de la Ligue SEHA : 2019[3]
- Vainqueur du Championnat de Macédoine du Nord : 2019 [4]
- Finaliste de la Coupe de Macédoine du Nord de handball : 2019
- Vainqueur de la Ligue des champions de l'EHF (1) : 2019
- troisième de la Coupe du monde des clubs : 2019
- Vainqueur de la Supercoupe de Macédoine du Nord : 2019

Ademar León 
- Finaliste de la Coupe du Roi de handball : 2021

Dinamo Bucarest 
- Vainqueur du championnat de Roumanie :2022 et 2023
- Vainqueur de la Coupe de Roumanie :2022

- Vainqueur de la Supercoupe de Roumanie :2022

Al-Rayyan SC 
- Finaliste de la Coupe de l’Émir du Qatar : 2023
- Médaille de bronze de la Ligue des champions d'Asie : 2023

RK Eurofarm Pelister 
- Vainqueur du Championnat de Macédoine du Nord : 2024 [5]

- Finaliste de la Coupe de Macédoine du Nord : 2024[6]

### En équipe nationale
Championnats du monde
- 22e place au Championnat du monde 2021 ( Égypte)
- 31e place au Championnat du monde 2023 ( Pologne/ Suède)
- 30e place au Championnat du monde 2025 ( Croatie/ Danemark/ Norvège)

Championnats d'Afrique
- Demi-finaliste au Championnat d'Afrique 2016 en ( Égypte)
- 6e place au Championnat d'Afrique 2018 en (  Gabon)
- Médaille de bronze au Championnat d'Afrique  2020 ( Tunisie)
- 5e place au Championnat d'Afrique  2022 ( Égypte)
- Médaille d'argent au Championnat d'Afrique  2024 ( Égypte)

Championnats du monde junior et jeunes
- 24e  place au Championnat du monde junior 2013 ( Bosnie-Herzégovine)[7]
- 14e place au Championnat du monde junior 2017 en ( Algérie)
- 23e au Championnat du monde jeunes 2015 ( Russie)